# Coca-Cola Bottling Company United
Coca-Cola Bottling Company United, Inc. dont le siège est à Birmingham, en Alabama, est une société américaine privée et second embouteilleur totalement indépendant de la Coca-Cola Company. 
Coca-Cola United utilise un système de distribution direct sans passer par un grossiste direct store delivery (de) en anglais. Coca-Cola United est considéré comme le distributeur local des marques de Coca-Cola.

## Historique
Durant l'été 1899, Candler accepte de vendre une licence pour 1$ à Benjamin F. Thomas et Joseph B. Whitehead qui ouvrent une usine d'embouteillage à Chattanooga, devenant le premier embouteilleur de la marque. De nombreuses sociétés sont créées dans les années qui suivent. Coca-Cola Bottling Company UNITED, Inc. est fondé en 1902 à Birmingham en Alabama. 
En 1926, la Coca-Cola Bottling Company United achète la Chattanooga Coca-Cola Bottling Company.
Le 27 mai 2014, Coca-Cola United achète l'embouteilleur Scottsboro Coca-Cola Bottling Company à la Coca-Cola Company.
En septembre 2015, la Coca-Cola Company vend 9 usines d'embouteillages pour 380 millions d'USD 9 à Coca-Cola United, Coca-Cola Bottling Consolidated et Swire Coca-Cola USA, dans le but de réorganiser son activité d'embouteillage entre ces différents groupes affiliés.
Le 3 février 2020, Coca-Cola Bottling United ouvre un centre logistique de 456 000 pieds carrés (42 364 m2) et 86 millions d'USD dans la banlieue d'Atlanta au 4913 Mason Road à Union City.
Le 15 septembre 2020, Coca-Cola Bottling United annonce la conversion pour 5 millions d'USD de son usine de production à Birmingham en centre de logistique, la production étant délocalisée dans les autres usines d'Alabama, de Géorgie et du Tennessee.